# مصطفى البليدي
مصطفى البليدي (3 يناير 1947 - 19 مارس 2007) هو رجل أعمال مصري.

## حياته
مصطفى محمد البليدي ولد في 3 يناير 1947 بالقاهرة، حصل على بكالوريوس العلوم العسكرية من الكلية الحربية للطيران، وهو خريج الكلية الجوية, وقد شارك البليدي في حرب أكتوبر.

## نشأته ومسيرته
كانت بداية والداه، موظف صغير في مصنع نسيج يمتلكه أحد اليهود، وبعد قيام ثورة يوليو، قرر اليهودي نقل ملكية المصنع لأكثر الموظفين أمانة، لحين انتهاء الإضرابات، فوقع اختياره علي والدا محمد البليدي، لكن الأمور أتت لصالحه، الذي استطاع تحويل المصنع إلي واحدة من كبري الشركات العاملة في مصر، في مجال مستحضرات التجميل، والتي غيرت حياته. دخل البليدي في مجال الأعمال بقوة، وساهم في اقتصاد السوق الحر، جعل الامور أكثر يسرا أمام رجال الأعمال، والذي ساعد علي تحويل شركة البليدي إلي إمبراطورية ما عرف إعلاميا «الصفقات المتكافئة» مع الاتحاد السوفيتي، فقد كان يحضر مندوب الاتحاد السوفيتي إلي القاهرة، ويجني ما يجني من المتعة والهدايا، ليوافق علي منتجات المصانع المصرية لتصدر إلي جمهوريات الاتحاد السوفييتي، وكان من ضمنها مستحضرات التجميل التي كان مصنع البليدي ينتجها.
جعلت الكميات الكبيرة التي كانت تصدر الي الإتحاد السوفييتي لتفكير البليدي في إنشاء أكبر مصنع، لمستحضرات التجميل علي مستوي الشرق الأوسط والسادس علي مستوي العالم، تكلف وقتها مائة مليون جنيه وبني علي مساحة 70 ألف متر في مدينة العاشر من رمضان.
لكن بعد انهيار الإتحاد السوفييتي، أنهار البيع وجعل إنتاج المصنع يتراكم ويتكدس في المخازن، وجعل المصنع يعمل بأقل من ربع طاقته، وتوقف الإنتاج بعد أن تجاوزت الديون الملايين.

## مساهمات ومناصب
- عمل نائب مبيعات، ثم مدير مبيعات الشركة. المصرية للتسويق والتجارة الدولية 1976-1981.
- نائب رئيس مجلس الادارة بالشركة المتحدة للتجارة والتوكيلات 1981.
- رئيس مجلس الادارة والعضو المنتدب بالشركة 1983.
- رئيس مجلس الادارة والعضو المنتدب لشركات مجموعة البليدي التي أسسها وتفرعت إلي سبع شركات.
- رئيس لمجموعة شركات البليدي 1987.
- عضو الغرفة التجارية المصرية.
- اتحاد الصناعات المصري، وجمعية رجال الأعمال المصريين، وجمعية رجال الأعمال المصرية الأمريكية.
- عضو مجلس إدارة بنك الدلتا الدولي.
- عضو مجلس إدارة المجموعة المتحدة للاستيراد والتصدير، والمتحدة للتجارة والهندسة.
- ساهم في العديد من البنوك والصحف والمجلات.
- شارك في حرب أكتوبر.
- له أبحاث منشورة بمجلة نوفيل ايكونومست عن السوق الاوروبية المشتركة والتبادل التجاري مع دول العالم الثالث.
- شارك في العديد من المؤتمرات والاجتماعات الدورية العربية والعالمية.
- اشترك في معارض دولية عدة مرات.

## زيجته
تزوج البليدي أكثر من خمس مرات.
- الزوجة الاولي كانت ابنة خاله، ولدية منها ثلاث أبناء هما: محمد وخالد وكريم، استمر زواجهم، عشرين سنة، كان زواج مستقر، بالمقارنة لما أحدثته زيجاته التالية من جدل.
- الزوجة الثانية كانت الممثلة المصرية هدى رمزي، التي اعتزلت الفن بعدها وارتدت الحجاب لترضيه، فأعطاها بالمقابل فيلا، وسيارة مرسيدس بيضاء.[6]

زواجه بهدي، جري علي مرحلتين الأولي، استمرت سنة ونصف السنة، طلقها خلالها، بعد ستة أشهر، المرحلة الثانية جاءت بعد الزوجة الرابعة من نيفين البكري الممثلة السورية، وكانت هدي رمزي وقتها متزوجة من سمير عيسي، حتي طلقت منه، ورجعت مرة ثانية للبيلدي لكنها لم تستمر طويلا.
- الزوجة الثالثة كانت الممثلة المصرية ميرفت أمين، [8] والتي أنكرت الزواج منه[9]، ولكن طبقا لسجلات عائلة البليدي، أثبت الزواج منه، والتي عاشت معه ثلاث سنوات، وأنتهت نهاية غريبة، وجدت ورقة الطلاق تطالبها بالخروج من الفيلا الخاص به.[10]
- الزوجة الرابعة كانت مقدمة البرامج السورية نيفين البكري، عاشت معه ستة أشهر فقط.
- الزوجة الخامسة والأخيرة كانت قربته هني، كانت مثل الزوجة الأولي، ليست مشهورة، وظلت معه فترة الشقاء الاخيرة، ولم تفارقه رغم هروبه للخارج، هرباً من البنوك، وحتي بعد سجنه ومحاكماته، قررت أن تساعد زوجها، وأقمت مشروعاً صغيرا، في شقة استأجرتها، بالقرب من سجن زوجها لتكون بقريه في كل الزيارات، فتعهدت بعمل الوجبات المنزلية وايصالها لمن يطلب، ثم توسعت في مشروعها حتي بدأت تجهز ولائم الافراح والحفلات والمناسبات المنزلية، وبقت علي ذمته حتي وفاته.

## قضايا
خلف البليدي ديونا قدرت بمائتان مليون جنيه مصري، وكانت المديونية الأكبر لصالح بنك القاهرة، وفي نهاية عام 2000 كان إجمالي ديونه لبنك القاهرة 149 مليون جنيه و4 ملايين جنيه للبنك المصري الامريكي سابقا.

## هروبه
استطاع البليدي في عام 1995 الهروب إلي الخارج، واستقر في الولايات المتحدة الأمريكية، وأشتري هناك عقارات علي ساحل كاليفورنيا منها قصر كبير، وقدرت قيمة الصفقة وقتها بـ83 مليون دولار، وهو ما أثار شكوك البنك ضده لأن قيمة هذه الصفقة بالجنيه المصري وقبل تحرير الجنيه امام الدولار كانت لتبلغ 315 مليون جنيه مصري، حيث أعتقد البنك أن البليدي اقترض منه ليهرب الاموال إلي الخارج، عن طريق شراء عقارات، لكن ما لم يفهمه البنك أن هذه الاصول الكبيرة تعني أن موقف البليدي المالي لم يكن سيئا، بل علي العكس كان قويا للغاية.

## حبسه
اقترض البليدي من ممدوح حمزة الاستشاري الاقتصادي، فقبل خروج البليدي من مصر، لجأ لممدوح حمزة وطلب منه قرضا، بقيمة مليوني جنيه نصفهم بالدولار وكتب علي نفسه ثلاث شيكات، أتضح بعد هروبه أنها بلا رصيد، والتي استناد عليها رفع حمزة دعاوي قضائية ضد البليدي حصل في درجتها الأولي علي أحكام لصالحه.
لكن ومع ضغوط الأصدقاء، قرر حمزة التنازل عن الدعوة ضد البليدي.
إلا أن البليدي بعد خروجه من السجن لم يعتذر، ويشكر حمزة علي ما فعله، وعلي الرغم من كون حمزة أحد القلائل الذين وقفوا بجواره في أزمته، فحزن حمزة لرد فعل البليدي، الأمر الذي دفع جمال علي وهو مدير أمن مطار القاهرة السابق، وصديق مشترك بين الرجلين، للتقريب بينهما ونبه البليدي لضرورة الإعتذار، قبل تقديم الشكر لحمزة، واعتذر البليدي قبل أسابيع من وفاته.

## أحكام
الزمت محكمة القاهرة الإقتصادية، ورثة مصطفي البليدي، بدفع سبعمائة ثمان وعشرين مليونًا و460 ألف جنيه مديونيات مستحقة لبنك مصر ناتجه عن التسهيلات الائتمانية التي حصل عليها لمجموعة شركاته، كما الزمتهم بدفع الفائدة الاتفاقية علي هذه المبالغ، منذ استحقاقها وحتي السداد.

## جوائز
- حصل على نوط الشجاعة 1973.
- وسام فارس المغربي من الملك الحسن.
- حصلت شركاته على كؤوس إنتاج عديدة من بينها: الكوكب الذهبي، وكأس الإنتاج المصري عدة مرات، وعدد من خطابات التقدير والشرك من جهات أجنبية.